# Соев сос
Соевият сос произлиза от Китай, откъдето има 2200-годишна традиция по приготовлението му.

## Производство
Соята се попарва, смесва се с печени зърна пшеница, залива се с вода, добавя се сол и се оставя да ферментира на слънце в специални контейнери. Тази маса достига до желаното състояние за не по-малко от една година. Във висококачествения соев сос може да се добавят натурални екстракти (чесън, копър и др.), които променят вкуса.
Качествения соев сос е плод на естествена ферментация, продава се изключително в стъклени бутилки, съдържа единствено натурални съставки, без оцветители и ароматизатори и има до 8% протеини. Натуралният соев сос има светло кафяв цвят. Изкуственият и произведеният с помощта на киселина сос обикновено има тъмно кафяв до черен цвят.
Ускоряване на ферментацията:
- Доброкачествен начин за ускоряване на подготовката на соев сос е прибавянето на специфични микроорганизми към ферментационната маса. Това придава на соса характерния сладък привкус и ускорява неговото узряване близо 12 пъти.
- Много по-евтино (почти 10 пъти) струва производството по този начин: Соята се вари със сярна или солна киселина, а след това се прегасява. Повечето видове соев сос на пазара, са приготвени по такъв начин, но това поставя под съмнение полезните свойства на крайния продукт.

## Употреба
Соевият сос е единственият от всички соеви продукти, който се препоръчва от специалистите по хранене. Има редица положителни страни:
- не съдържа холестерол
- заменя солта, подправките, маслото и майонезата
- нискокалоричен е – 70 ккал на 100 грама
- ползва се за премахване на отоци, срещу безсъние, при дерматити и за успокояване[2].